# Entodontopsis rufescens
Entodontopsis rufescens là một loài Rêu trong họ Stereophyllaceae. Loài này được (Broth.) W.R. Buck & Ireland mô tả khoa học đầu tiên năm 1985.